# Буково (Штумський повіт)
Буково (пол. Bukowo) — село в Польщі, у гміні Старий Тарґ Штумського повіту Поморського воєводства.
Населення — 292 особи (2011).
У 1975-1998 роках село належало до Ельблонзького воєводства.

## Демографія
Демографічна структура станом на 31 березня 2011 року:
|          | Загалом | Допрацездатний вік | Працездатний вік | Постпрацездатний вік |
| -------- | ------- | ------------------ | ---------------- | -------------------- |
| Чоловіки | 147     | 44                 | 95               | 8                    |
| Жінки    | 145     | 27                 | 92               | 26                   |
| Разом    | 292     | 71                 | 187              | 34                   |